# تاريخ الميكانيكا التقليدية
يتناول هذا المقال تاريخ الميكانيكا التقليدية.

## العصور القديمة

قوانين أرسطو للحركة. في الفيزياء، يذكر أن الأجسام تسقط بسرعة تتناسب مع وزنها وتتناسب عكسيًا مع كثافة السائل المغمورة فيه، وهذا تقريب صحيح للأجسام في مجال الجاذبية الأرضية عندما تتحرك في الهواء أو الماء.

كان الفلاسفة اليونانيين القدماء، لا سيما أرسطو، أول من اقترح أن المبادئ المجردة تحكم الطبيعة. جادل أرسطو في كتاب عن السماوات، بأن الأجسام الأرضية ترتفع أو تنخفض إلى «مكانها الطبيعي»، وذكر قانون التقريب الصحيح الذي ينص على أن سرعة سقوط جسم ما تتناسب مع وزنه وتتناسب عكسيًا مع كثافة السائل الذي يتدفق خلاله.
آمن أرسطو بالمنطق والملاحظة، لكن الأمر استغرق أكثر من 1800 عام قبل أن يطوّر فرانسيس بيكون الطريقة العلمية للتجربة، التي أسماها انتهاك الطبيعة.
لاحظ أرسطو فرقًا بين «الحركة الطبيعية» و«الحركة القسرية»، واعتقد أنه «في الفراغ» أي الخلاء، سيبقى الجسم الساكن ساكنًا وسيحافظ الجسم المتحرك على حركته نفسها. بهذه الطريقة، كان أرسطو أول من أقترب من شيء مشابه لقانون القصور الذاتي (العطالة). ومع ذلك، اعتقد أن الفراغ سيكون مستحيلًا لأن الهواء المحيط سوف يندفع لملئه على الفور. اعتقد أيضًا أن الجسم سيتوقف عن الحركة في اتجاه غير طبيعي فور إزالة القوات التطبيقية. وضع أتباع أرسطو لاحقًا تفسيرًا مفصلًا لسبب استمرار السهم بالتحليق في الهواء بعد تركه القوسَ، مقترحين أن السهم يخلق فراغًا في أعقابه، إذ يندفع الهواء ويدفعه من الخلف. تأثرت معتقدات أرسطو بتعاليم أفلاطون حول كمال الحركات الدائرية الموحدة في السماء. ونتيجة لذلك، فقد تصور نظامًا طبيعيًا كانت فيه حركات السماء مثالية جدًا، على عكس عالم العناصر المتغيرة الأرضي، حيث يأتي الأفراد إلى الوجود ويموتون.
لاحظ غاليليو في وقت لاحق أن «مقاومة الهواء تُظهر نفسها بطريقتين: أولًا عن طريق إبداء مقاومة أكبر للأجسام الأقل كثافة مقارنة مع الأجسام الكثيفة للغاية، وثانيًا من خلال إبداء مقاومة أكبر للجسم المتحرك بسرعة مقارنة مع الجسم نفسه إن كان متحركًا ببطء».

## الفكر في العصور الوسطى
نشر الموسوعي المسلم الفارسي ابن سينا نظريته في الحركة في كتاب الشفاء (1020). قال إن الزخم يُنقل إلى المقذوف بواسطة القاذف، واعتبره ثابتًا، ويتطلب قوى خارجية مثل مقاومة الهواء لتبديده. ميّز ابن سينا بين «القوة» و«الميل»، وجادل بأن الجسم الذي يتأثر بالقوة قد يصل إلى مرحلة الميلان عندما يكون عكس حركته الطبيعية. واختتم ذلك بأن استمرار الحركة يُنسب إلى الميل الذي يُنقل إلى الجسم، وسيستمر هذا الجسم بالحركة حتى يتم استنفاد القوة في الميل. ادعى أن القذيفة في الفراق لن تتوقف إلا إذا تم التحكم بها. يتوافق هذا المفهوم للحركة مع قانون نيوتن الأول للحركة، القصور الذاتي، الذي ينص على أن الجسم المتحرك سيبقى في حالة حركة ما لم تُطبق عليه قوة خارجية. وصف جان بوريدان هذه الفكرة، التي عارضت وجهة النظر الأرسطية، لاحقًا وأسماها «الدفع»، وقد تأثر بكتاب الشفاء لابن سينا.
في القرن الثاني عشر، تبنى هبة الله أبو البركات بن ملكا البغدادي نظرية ابن سينا حول حركة المقذوف ونقحها. في كتاب المعتبر، ذكر أبو البركات أن المحرِّك يضفي ميلًا قسريًا على المتحرك وأن هذا يتضاءل عندما ينأى الجسم المتحرك بنفسه عن المحرِّك. وفقًا للعالم شلومو بانيز، كانت نظرية البغدادي للحركة «أقدم نفي لقانون أرسطو الديناميكي الأساسي [أي القوة الثابتة تنتج حركة موحدة]، [ومن ثم] يترقب بطريقة غامضة القانون الأساسي للميكانيكا الكلاسيكية، [أي القوة المطبقة تنتج تسارعًا مستمرًا]». في نفس العصر، اقترح ابن باجة أن كل قوة لها قوة رد فعل دائمًا. مع أنه لم يحدد أن القوتين متساويتان، فلا يزال هذا الاقتراح نسخة أولية من قانون الحركة الثالث الذي ينص على أن لكل فعل رد فعل مساوٍ ومعاكس.
في القرن الرابع عشر، طور الكاهن الفرنسي جان بوريدان نظرية الدفع، متأثرًا بابن سينا والبغدادي. تابع ألبرت الساكسوني، أسقف هلبرشتات، تطوير هذه النظرية.

## العصر الحديث – نشأة الميكانيكا الكلاسيكية
لم تنشأ الميكانيكا الكلاسيكية حتى طوّر غاليليو غاليلي التلسكوب ولاحظ أن السموات لم تُصنع من مادة مثالية لا تتغير. اعتمادًا على فرضية كوبرنيكوس حول الشمس، اعتقد غاليليو أن كوكب الأرض مشابه للكواكب الأخرى. ربما أجرى غاليليو التجربة الشهيرة بإسقاط اثنتين من قذائف المدافع من برج بيزا المائل. (أظهرت التجربة أنهما صدمتا الأرض في الوقت نفسه). مع أن حقيقة هذه التجربة مثار للجدل، فقد أجرى تجارب كمية عن طريق تدوير الكرات على سطح منحدر؛ يبدو أن نظريته الصحيحة للحركة المتسارعة قد استُمدت من نتائج التجارب. وجد غاليليو أيضًا أن الجسم المُلقى رأسيًا يصدم الأرض في نفس الوقت الذي يصدمها فيه جسم مقذوف أفقيًا، وبالتالي فإن الأرض التي تدور بشكل منتظم سيظل بها أجسام تسقط عليها تحت تأثير الجاذبية، والأهم من ذلك إثبات أن الحركة الموحدة هي إطار مرجعي غاليلي، ومن ثم فهي تشكل أساس النظرية النسبية.
كان السير إسحاق نيوتن أول من وحد قوانين الحركة الثلاثة (قانون القصور الذاتي، وقانونه الثاني الذكور أعلاه، وقانون الفعل ورد الفعل)، وأول من أثبت أن هذه القوانين تحكم الأجسام الأرضية والسماوية. يأمل نيوتن ومعظم معاصريه، باستثناء كريستيان هوغنس، أن تتمكن الميكانيكا الكلاسيكية من شرح جميع الكيانات بما في ذلك (في شكل بصريات هندسية) الضوء. تجنب تفسيرُ نيوتن لظاهرة حلقات نيوتن المبادئَ الموجية، وافترض أن جزيئات الضوء قد تغيرت أو أُثيرت بواسطة الزجاج.
طور نيوتن أيضًا حساب التفاضل والتكامل الضروري لأداء الحسابات الرياضية في الميكانيكا الكلاسيكية. ومع ذلك، كان غوتفريد لايبنتس من طوّر، بشكل مستقل عن نيوتن، حسابَ التفاضل والتكامل مع الإشارة إلى المشتق والمتكامل اللذين يُستخدمان حتى يومنا هذا. تحتفظ الميكانيكا الكلاسيكية بتوثيق نقطة نيوتن لمشتقات الوقت.
وسّع ليونهارت أويلر قوانين نيوتن للحركة من جسيمات إلى أجسام جاسئة مع قانونين إضافيين. يؤدي تطبيق القوى على المواد الصلبة إلى تشوهات يمكن قياسها كميًا. وضّح أويلر الفكرة في عام 1727، وبدأ جيوردانو ريكاتي في عام 1782 بتحديد مرونة بعض المواد، وأعقبه توماس يونغ. وسّع سيميون بواسون الدراسة العلمية إلى البعد الثالث مع نسبة بواسون. اعتمد غابرييل لامي على هذه الدراسة ووضع وسائط لامي الفيزيائية. أسست هذه الوسائط نظرية المرونة الخطية وبدأت مجال ميكانيكا الأوساط المتصلة.

## الوقت الراهن
بحلول نهاية القرن العشرين، لم تعد الميكانيكا الكلاسيكية في الفيزياء نظرية مستقلة. إلى جانب الكهرومغناطيسية الكلاسيكية، أصبحت جزءًا لا يتجزأ من ميكانيكا الكم النسبية أو نظرية الحقل الكمومي. إنها تحدد الحد الميكانيكي غير النسبي وغير الكمي للجزيئات الضخمة.